# 한상균
한상균(1962년 10월 12일 ~ )은 대한민국의 노동운동가로, 전국민주노동조합총연맹 제11 대 위원장이다.

## 생애
1985년 지프차 생산 기업 거화에 입사했고 모회사가 인수 인계 절차를 거치면서 쌍용자동차 직원이 되었다. 1987년 쌍용자동차 노동조합 추진위원장을 역임했고 2008년 금속노조 쌍용차지부장이 되었다. 2009년 77일에 걸친 평택 공장 점거 파업을 주도하였고 이 혐의로 3년을 선고받아 2012년 8월까지 복역했다. 출소 후 쌍용자동차 해고자 복직을 이유로 171일간 송전탑 고공 농성을 주도했다.
2015년 11월 전국민주노동조합총연맹(이하 민주노총) 역사상 최초로 치러진 직선제 선거에서 '박근혜 정부에 대항하여 노동자 총파업을 조직하겠다.'라는 공약을 내세워 위원장으로서 선출되었다. 한상균은 수사기관이 불법 폭력 집회로 규정한 2015년 11월 대한민국 민중총궐기를 주도한 혐의로 경찰의 추적당해 조계사에 피신해 있다가, 2015년 12월 10일 자진 퇴거해 경찰에 스스로 체포당하였다. 서울중앙지법은 2016년 7월 4일 제1심에서 집회및시위에관한법률 위반 등 혐의로 구속당해 기소당한 한상균에게 징역 5년 및 벌금 500,000원을 선고했다.
2019년 12월 31일자로 문재인정부는 세번째 특별사면을 하였는데, 이 중에 전민주노총위원장인 한상균을 포함시켰다.